# Onezhskiye Nunataks
Die Onezhskiye Nunataks (russisch Скалй Онежскиье Skali Oneschskije) sind eine kleine Gruppe von Nunatakkern im ostantarktischen Königin-Maud-Land. Im Mühlig-Hofmann-Gebirge ragen sie 15 km nordnordöstlich des Slettefjellet auf. Größter Nunatak dieser Gruppe ist der Storkvarvsteinen.
Norwegische Kartographen kartierten sie anhand von Vermessungen und Luftaufnahmen der Dritten Norwegischen Antarktisexpedition (1956–1960). Sowjetische Wissenschaftler kartierten sie 1961 erneut und benannten sie nach dem russischen Fluss Onega. Das Advisory Committee on Antarctic Names über trug die russische Benennung in einer angepassten Teilübersetzung ins Englische.